# Boethus melanostoma
Boethus melanostoma là một loài tò vò trong họ Ichneumonidae.